# فرديناند بدر
فرديناند بدر (بالألمانية: Ferdinand Bader)‏ هو متزلج قفز ألماني، ولد في 21 مايو 1981 في فرايزنغ في ألمانيا.

## وصلات خارجية
- فرديناند بدر على موقع الاتحاد الدولي للتزلج (القفز التزلجي) (الإنجليزية)